# Fish Lake (Utah)
Fish Lake ist ein hochalpiner Gebirgssee mit Höchstpunkt auf etwa 2700 m auf dem Southern Wasatch Plateau in Zentral-Utah, USA. Der See liegt nahe dem Fishlake National Forest und gibt diesem seinen Namen.

## Weblinks

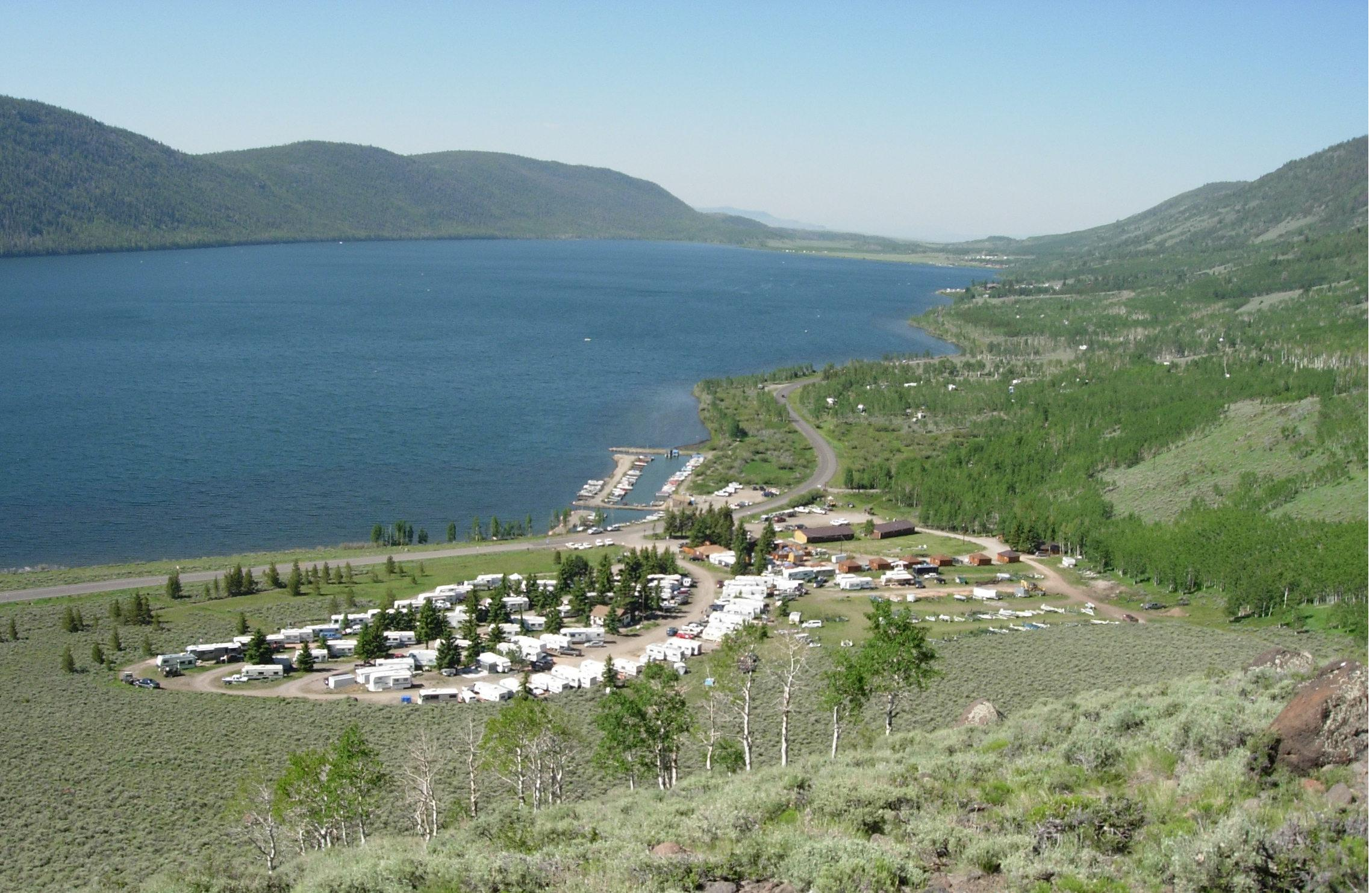
Bowery Resort am Fish Lake